# 胡毓筠
胡毓筠（1829年—1892年），又名傳簡，字子青，號介鄉。湖北省武昌府武昌縣（今屬湖北鄂州市華容區）人，清朝政治人物。

## 經歷
- 咸豐元年（1851年）辛亥舉人。
- 咸豐九年（1859年）己未科第二甲第二十三名進士出身。點翰林院庶吉士。
- 十年（1860年）：翰林院散館，授編修。
- 十一年（1861年）：翰林院編修，充功臣館纂修、國史館協修、實錄館纂修。
- 同治元年（1862年）：翰林院編修，充順天鄉試同考官。
- 二年（1863年）：升翰林院撰文，充順天鄉試同考官。
- 三年（1864年）：五月十五日奉旨記名以御史用。
- 四年（1865年）：三月補授江南道監察御史。
- 五年（1866年）：江南道監察御史，八月改江西道御史。
- 六年（1867年）：江西道監察御史，十月改河南道御史。
- 八年（1869年）：河南道監察御史，內授禮科給事中。
- 十一年（1872年）：以禮科給事中稽察興平倉。
- 十二年（1873年）：升吏科掌印給事中，充順天鄉試同考官。
- 十三年（1874年）：以吏科掌印給事中巡視中城。
- 光緒二年（1876年）：以吏科掌印給事中稽察海運倉，外授浙江督糧道。
- 四年（1878年）：浙江督糧道，加按察使銜。
- 五年至九年（1879年－1883年）丁父憂接丁母憂。
- 十年（1884年）：起用山西雁平道，後加二品銜、二品頂戴。誥授資政大夫。